# Pisa (província)
A província de Pisa é uma província italiana da região da Toscana com cerca de 274 469 habitantes, densidade de 145 hab/km². Está dividida em 34 comunas, sendo a capital Pisa.
Faz fronteira a norte com a província de Lucca, a este com a província de Florença e a província de Siena, a sul com a província de Grosseto e a oeste com a província de Livorno e o Mar Tirreno.